# Uaru
Genre
Uaru est un genre de poissons perciformes appartenant à la famille des Cichlidae.

## Liste des espèces
Selon FishBase (26 janv. 2017) :
- Uaru amphiacanthoides Heckel, 1840
- Uaru fernandezyepezi Stawikowski, 1989